# Berthold von Zollern
Berthold von Zollern (né en 1320 peut-être à Nuremberg, mort le 16 septembre 1365 au château Saint-Willibald (de) à Eichstätt) est prince-évêque d'Eichstätt de 1351 à sa mort.

## Biographie
Berthold von Zollern descendait des Zollern franconiens, qui sont des burgraves de Nuremberg. Ses parents sont Frédéric IV de Nuremberg et son épouse Marguerite, fille d'Albert de Carinthie. Il est le deuxième fils né après Jean II de Nuremberg. Il est décédé trois ans avant son frère Frédéric, qui est évêque de Ratisbonne de 1340 à 1365.
En 1333, à l'âge de 13 ans, il rejoint l'Ordre Teutonique et devient Landkomtur de la Franconie (1345–1349) et de la Prusse. Il est très respecté par ses frères.
Bien qu'il ne soit pas encore ordonné clerc, le pape Clément VI le nomme le 20 mai 1351 évêque d'Eichstätt. Le pape lui-même lui donne les ordres mineurs 25 mai 1351 et il est ordonné diacre le 4 juin et prêtre le 11 juin. Ordonné évêque à Rome, il arrive à Eichstätt en octobre 1351. Il convient alors avec l'évêque encore au pouvoir, Albrecht von Hohenfels, d'une séparation des pouvoirs : alors qu'Albrecht est préoccupé par les préoccupations laïques du diocèse, Berthold assume les fonctions épiscopales réelles jusqu'à ce qu'Albrecht démissionne finalement en 1353. Par la suite, Berthold reçoit le droit de régale du roi Charles IV le 24 juin 1354.
En octobre 1354, Berthold tient un synode diocésain à Eichstätt, qui adopte des statuts pour le clergé. Dix ans plus tard, le droit des successions du clergé est réorganisé lors d'un autre synode diocésain : à partir de ce moment, le clergé est autorisé à réglementer le transfert de biens personnels de ses membres, qui allaient auparavant à l'Église ; cependant, le nouveau règlement inclut l'obligation de prendre en compte l'Église et les pauvres.
Berthold élargit la possession de la principauté épiscopale en acquérant Landershofen et Kleinabenberg en totalité, ainsi que des domaines à plusieurs endroits. En tant que constructeur, il fait réparer la voirie de sa ville épiscopale et commence à construire le nouveau Willibaldsburg au cours de la première année de son pouvoir (il y déménage en 1355 ; ses successeurs y restent jusqu'en 1725) et fait rectifier des défauts de construction de la cathédrale. Les dettes accumulées pour ces constructions l'incitent à devenir le chancelier de l'empereur Charles IV, qui lui accorde notamment des privilèges. En 1354, l'évêque reçoit le droit de chasser dans la forêt de Weissenburg, en 1355 la protection royale pour la Schottenkloster d'Eichstätt et en 1360 le privilège d'une foire annuel à l'occasion de la saint-Willibald.
Il accorde à Meinhard de devenir duc de Bavière et comte de Tyrol en 1361. Il lui donne refuge dans le comté de Tyrol pour échapper à son oncle Étienne II de Bavière. Meinhard III de Bavière meurt le 13 janvier 1363 dans le château Tirolo.
Ses relations avec le chapitre de chanoines de la cathédrale d'Eichstätt sont tendues. Cela incite Berthold à se rapprocher encore plus de l'empereur. Il l'accompagne en 1365 à Avignon, où l'empereur souhaite que les diocèses de Ratisbonne et Bamberg soient placés sous l'archidiocèse de Prague. Sur le chemin du retour, Berthold tombe malade à Spire et meurt peu de temps après dans le château d'Eichstätt. Son héritage personnel à l'église et à la sacristie de la cathédrale sont des objets de cérémonie précieux. Il est enterré dans le caveau des Zollern à l'abbaye d'Heilsbronn, où il a sa statue.